# Архивный фонд
Архивный фонд — часть документального фонда, переданная на постоянное хранение в архив.
Документальный фонд — документы, сохранившиеся в результате деятельности учреждения или человека. Учреждение (юридическое лицо) или человек (физическое лицо), в результате деятельности которого отложились документы, называется фондообразователем.
Важно, что входящие документы относятся не к фонду их автора, а к фонду получателя. Например, письмо Вяземского Пушкину относится не к фонду Вяземского, а к фонду Пушкина. Это касается отправленных и полученных экземпляров документов (как правило, подлинников), а их копии (отпуски, черновики), оставшиеся у автора, относятся к фонду автора. У телеграмм и факсов, наоборот, подписанный экземпляр, оставшийся у автора, относится к фонду автора, а копия, полученная адресатом, относится к фонду адресата.
Пофондовая организация хранения в исторических архивах России стихийно действовала с момента их возникновения в XVIII веке, хотя предпринимались попытки логической пересистематизации (Санкт-Петербургский государственный архив МИД, архив Военно-топографического депо). Принцип происхождения (принцип недробимости фондов, в немецком и голландском архивоведении провениенц-принцип, регистратур-принцип) стал обязательным в архивах СССР в 1930-е гг., хотя допускались его нарушения: при утратах документов они передавались из других фондов, фонды делились на дореволюционную и советскую части, образовывались персональные собрания (В. И. Ленин, И. В. Сталин, А. С. Пушкин, Л. Н. Толстой и др.), хранились коллекции небумажных (научно-технических) документов. Объединённый архивный фонд создаётся путём объединения фондов по утилитарным причинам. На правах архивного фонда хранятся архивные коллекции.